# Ітан Бер
Ітан Бер (англ. Ethan Bear; 26 червня 1997, м. Реджайна, Канада) — канадський хокеїст, захисник. Виступає за«Едмонтон Ойлерс» в НХЛ.

## Ігрова кар'єра
Вихованець хокейної школи «Йорктон». Виступав за «Сієтл Тандербердс» (ЗХЛ).
2015 року був обраний на драфті НХЛ під 124-м загальним номером командою «Едмонтон Ойлерс». 2 липня 2016 уклав трирічний контракт з «нафтовиками». 1 березня 2018 дебютував у НХЛ в матчі проти «Нашвілл Предаторс». 25 березня 2018 Ітан закинув свою першу шайбу у програшному матчі в овертаймі «Анагайм Дакс» 4–5.
У складі юніорської збірної Канади учасник чемпіонату світу 2015.

## Нагороди та досягнення
- Бронзовий призер юніорського чемпіонату світу — 2015.
- Пам'ятний трофей Білла Гантера — 2017.

## Статистика

### Клубні виступи
| Сезон        | Клуб                  | Ліга         | Регулярний сезон | Регулярний сезон | Регулярний сезон | Регулярний сезон | Регулярний сезон | Плей-оф | Плей-оф | Плей-оф | Плей-оф | Плей-оф |
| Сезон        | Клуб                  | Ліга         | І                | Г                | П                | О                | ШХ               | І       | Г       | П       | О       | ШХ      |
| ------------ | --------------------- | ------------ | ---------------- | ---------------- | ---------------- | ---------------- | ---------------- | ------- | ------- | ------- | ------- | ------- |
| 2012–13      | «Йорктон»             | СМХЛ         | 38               | 7                | 28               | 35               | 30               | 5       | 1       | 1       | 2       | 0       |
| 2012–13      | «Сієтл Тандербердс»   | ЗХЛ          | 1                | 0                | 0                | 0                | 0                | —       | —       | —       | —       | —       |
| 2013–14      | «Сієтл Тандербердс»   | ЗХЛ          | 58               | 6                | 13               | 19               | 18               | 9       | 2       | 2       | 4       | 6       |
| 2014–15      | «Сієтл Тандербердс»   | ЗХЛ          | 69               | 13               | 25               | 38               | 23               | 6       | 1       | 2       | 3       | 0       |
| 2015–16      | «Сієтл Тандербердс»   | ЗХЛ          | 69               | 19               | 46               | 65               | 33               | 18      | 8       | 14      | 22      | 8       |
| 2016–17      | «Сієтл Тандербердс»   | ЗХЛ          | 67               | 28               | 42               | 70               | 21               | 17      | 6       | 20      | 26      | 12      |
| 2017–18      | «Бейкерсфілд Кондорс» | АХЛ          | 37               | 6                | 12               | 18               | 12               | —       | —       | —       | —       | —       |
| 2017–18      | «Едмонтон Ойлерс»     | НХЛ          | 18               | 1                | 3                | 4                | 10               | —       | —       | —       | —       | —       |
| 2018–19      | «Бейкерсфілд Кондорс» | АХЛ          | 52               | 6                | 25               | 31               | 34               | 8       | 2       | 2       | 4       | 4       |
| 2019–20      | «Едмонтон Ойлерс»     | НХЛ          | 71               | 5                | 16               | 21               | 33               |         |         |         |         |         |
| Усього в НХЛ | Усього в НХЛ          | Усього в НХЛ | 89               | 6                | 19               | 25               | 43               | —       | —       | —       | —       | —       |

### Збірна
| Рік              | Команда          | Турнір           | Місце            | І  | Г | П | О | ШХ |
| ---------------- | ---------------- | ---------------- | ---------------- | -- | - | - | - | -- |
| 2014             | Канада Захід     | U17              | 9-е              | 5  | 0 | 1 | 1 | 0  |
| 2014             | Канада           | МІГ18            | 1                | 5  | 1 | 1 | 2 | 2  |
| 2015             | Канада           | ЮЧС18            | 3                | 7  | 0 | 3 | 3 | 6  |
| Юніорська збірна | Юніорська збірна | Юніорська збірна | Юніорська збірна | 17 | 1 | 5 | 6 | 8  |